# Roberval-Preis
Der Roberval-Preis wird nach einem international ausgeschriebenen Wettbewerb vergeben, dessen Ziel es ist, französischsprachige Werke, die sich mit Technologie befassen, zu fördern.
Namensgeber ist der Mathematiker und Physiker Gilles Personne de Roberval, der Erfinder der Roberval-Waage.

## Auswahlverfahren
Die Beiträge zum Wettbewerb müssen im Zeitraum von März bis Januar eingereicht werden. In der Regel treffen die Verlage eine erste Vorauswahl. Die Werke werden dann von drei Sachverständigenausschüssen bewertet, die eine weitere Auswahl treffen. Anschließend wählt ein vierter Ausschuss den Preisträger.
Kategorien
Breite Öffentlichkeit
Hochschulwesen
Fernsehen
Multimedia & Jugend

## Geschichte
Die Technische Universität Compiègne stiftete den Technikpreis 1986 mit dem Départementrat des Departements Oise, um die Öffentlichkeit regelmäßig aufmerksam zu machen, dass das Département gute Voraussetzungen für technologische Investitionen biete.